# Eancé
Eancé è un comune francese di 399 abitanti situato nel dipartimento dell'Ille-et-Vilaine nella regione della Bretagna.

## Storia

### Simboli

Stemma di Eancé

Il covone di grano ricorda le attività agricole del comune. 
Le frecce e l'anello sono riprese dalle insegne dei Saget de la Jonchère, signori di Eancé nel XVIII secolo.

## Società

### Evoluzione demografica
Abitanti censiti